# 照度传感器
根据测量的物理量的差别，又分为照度/亮度传感器和色度传感器。
- 照度/亮度传感器：检测Luminance，单位为lux或cd/m2；
- 色度传感器：可以检测到颜色分量的值；（例如xyz坐标系下的各颜色分量值）